# برستون مانينغ
برستون مانينغ هو سياسي كندي، ولد في 10 يونيو 1942 في إدمونتون في كندا. حزبياً، نشط في حزب الإصلاح الكندي. وقد انتخب زعيم المعارضة الرسمية ‏ (2 يونيو 1997 – ).